# Misa de Barcelona

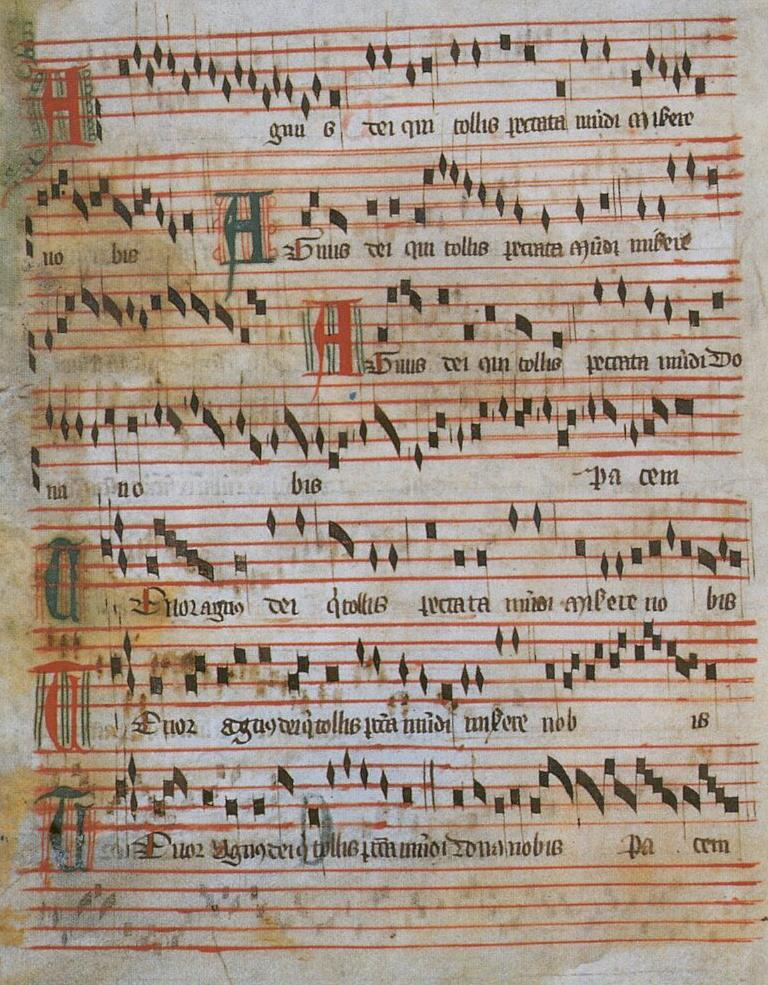
Agnus Dei de la Misa de Barcelona.

La Misa de Barcelona es una misa polifónica, de pluriautoría anónima, compuesta alrededor de 1360. Pertenece al repertorio de Aviñón y probablemente procede de la capilla del rey Martín I de Aragón. Constituye, junto con la Messe de Nostre Dame de Guillaume de Machaut, la Misa de Toulouse, la Misa de Tournai y la Misa de la Sorbona, uno de los primeros ciclos polifónicos completos del Ordinario de la misa que ha sobrevivido. 

## Descripción
La misa se halla al comienzo de un pequeño manuscrito: Barcelona, Biblioteca de Cataluña 971, depositado en 1925 en la Biblioteca de Cataluña por el musicólogo Higinio Anglés proveniente de Villafranca del Panadés (Barcelona). 
Consta de las cinco partes habituales: Kyrie, Gloria, Credo, Sanctus y Agnus Dei, siendo el Agnus Dei a 4 voces y el resto de las partes a 3 voces. Las diferentes partes no fueron compuestas desde el principio para formar una unidad, sino que se reunieron para ensamblar la misa. De hecho, el Gloria y el Credo se hallan también en otras fuentes. A pesar de ello, la misa muestra una cierta coherencia interna.
Sus diferentes partes se deben a varios compositores anónimos. Solo en el Credo se menciona lo que podría ser el nombre de su compositor, Sortes o Sortis. Se ha propuesto que este nombre podría pertenecer al organista Steve de Sort, que vivió en la Corte de Aragón o bien a Nicholas Sortes, que vivió en torno a Aviñón. 
A diferencia de otras misas de la época como la de Tournai o la de Toulouse, la Misa de Barcelona no incluye un motete sobre Ite, missa est ni un Benedictus, ni tampoco tiene conexión con el canto llano. Además está más relacionada con el repertorio de Aviñón que aquellas.

## Discografía
La siguiente discografía se ha ordenado por año de grabación, pero la referencia es la de la edición más reciente en CD. No se incluyen las recopilaciones, sólo los discos originales.
Los discos se han separado en dos grupos: aquellos que contienen la misa completa y aquellos que sólo contienen una selección parcial de ella.
Discos con la misa completa:
- 1971 - Messe de Barcelone - Ars Nova du XIVe siècle. Atrium Musicae de Madrid. Gregorio Paniagua. Harmonia Mundi HMF 10.033.
- 1979 - Missa Tournai - Missa Barcelona. Pro Cantione Antiqua. Bruno Turner. Deutsche Harmonia Mundi (BMG) GD 77195.
- 1988 - La Messe de Barcelone - La Messe de Toulouse - Chansons, motets, danses. Musique liturgique et profane du XIVe siècle Ensemble médiéval de Toulouse. Pierre Hudrisier. Ariane ARI 148.
- 1995 - Barcelona Mass - Song of the Sibyl. Obsidienne. Emmanuel Bonnardot. Opus 111 30-130.

Discos con solo el "Agnus Dei":
- 1968 - Le Moyen-Age Catalan, de l'art roman à la renaissance. Antología histórica de la música catalana. Ars Musicae de Barcelona. Eric Gispert. Harmonia mundi HMA 190 051. PDI G-80.1053.
- 2005 - La Harpe de Mélodie. Música en tiempo de Benedicto XIII, el Papa Luna. Obras de los códices de Chantilly, Apt, Ivrea, Barcelona y Valencia. Capella de Ministrers y Coro de la Generalidad Valenciana. Carles Magraner. Licanus "Capella de Ministrers" CDM 0512.